# (29075) 1950 DA
(29075) 1950 DA은 지름 약 1.1 km의 아폴로군의 근지구 소행성으로, 지구 위협 천체로 분류된다. 한 때 지구와 충돌할 가능성이 가장 높은 소행성이었으며, 2002년에는 2880년 충돌 가능성에 대한 팔레모 지수에서 0.17을 얻어 가장 높은 값을 가지기도 하였지만, 2015년 12월 팔레모 지수가 -1.42 (0.012%) 로 바뀌었다. 2018년 기준 1950 DA는 누적 팔레모 지수가 최대로 센트리 위험 목록에 등재되어 있으며, 2880년은 100년을 넘어가기 때문에 토리노 척도 값을 받지는 않았지만, 만약 충돌 날짜가 100년 이내라면 토리노 척도 값 1 정도를 받았을 것이다.

## 발견
1950 DA는 1950년 2월 23일 릭 천문대의 칼 비르타넨이 발견하였다. 처음 17일 간 관측이 이루어졌지만 관측 각이 짧아 궤도를 특정하지 못하고 잃어버린 상태가 되었다. 2000년 12월 31일, LONEOS에서 재발견하여 처음에 새 소행성 2000 YK66으로 발표하였지만, 2시간 후 1950 DA임이 확인되었다.

## 관측
2001년 3월 5일, 1950 DA는 지구에 0.05207 AU(779만 킬로미터, 달 거리의 20.26배)까지 접근하여, 3월 3일부터 7일까지 골드스톤 천문대와 아레시보 천문대에서 관측이 이루어졌다. 관측 결과, 1950 DA가 역행한다고 가정하여, 평균 지름이 1.1 km라는 결과를 얻었고, 광도곡선을 분석하여 자전 주기가 2.1216±0.0001 시간임을 알아냈다. 1950 DA의 레이더 반사율이 높고 자전 주기가 비교적 짧아, 밀도는 3.5 g/cm3 이상으로 비교적 높고, 구성 성분은 철-니켈로 추정하고 있다. 2014년 8월 테네시 대학교에서 1950 DA는 자체 중력이 아닌 반데르발스 힘으로 자신을 지탱하고 있는, 자신의 한계보다 빠르게 돌고 있는 돌무더기라고 발표하였다.
1950 DA는 지구에 2021년 2월 5일 다시 접근하였는데, 이번에는 0.5 AU가량 떨어져 있어 자세한 연구는 이루어지지 못했다. 다음 접근은 2032년 3월 2일 0.075 AU 접근으로 예정되어 있으며, 0.10 AU 이하로 접근하는 날짜는 밑 표와 같다.
| 날짜            | JPL SBDB 기준 지구 중심으로부터의 거리 (AU) | 오차 범위 (3시그마) |
| --------------- | ------------------------------------------- | ------------------- |
| 2032년 3월 2일  | 0.0757523 AU                                | ±52 km              |
| 2074년 3월 19일 | 0.0954596 AU                                | ±131 km             |
| 2105년 3월 10일 | 0.0363159 AU                                | ±22 km              |
| 2136년 3월 1일  | 0.0425957 AU                                | ±1010 km            |
| 2187년 3월 8일  | 0.0352249 AU                                | ±2795 km            |

## 지구 충돌 가능성
1950 DA의 궤도 정확성은 소행성 중 최고급에 속하는데, 이유는 다음과 같다.
- 궤도의 기울기가 황도면에 가까워(12°) 섭동 감소.[2]
- 정밀도 높은 레이더 측정을 통해 거리와 각 위치를 자세히 측정.
- 관측 각 68년.[2]
- 궤도 공명에 따른 불확정성 감소.[7]

소행성대의 소행성 78 디아나(지름 약 125 km)가 2150년 8월 5일 1950 DA에서 0.003 AU 떨어진 곳을 지나칠 예정인데, 디아나의 크기로 보아 이 정도로 근접하면 디아나가 1950 DA의 궤도를 교란하여 730년 후인 2880년 궤도가 눈에 띄게 바뀌어 있을 것이다. 또한, 1950 DA의 자전으로 인해 야르콥스키 효과가 발생하여 궤도가 미세하지만 꾸준히 변화하게 된다.
만약 1950 DA가 현재 궤도를 유지한다면 2880년 3월 16일 지구에 접근할 때 떨어진 거리가 매우 멀어 지구를 충돌할 가능성이 크다고 보이지는 않는다. 2015년 12월 7일 발표된 자료를 기준으로 하면, 1950 DA와 지구가 충돌할 가능성은 8300분의 1(0.012%)밖에 되지 않는다.
만약 실제로 충돌이 일어난다면, 지구의 기후와 생물권에 큰 영향을 줄 것으로 보이며, 인류에도 타격이 클 것으로 예상된다. 따라서, 1950 DA는 행성 방어에서 주목하는 천체 중 하나이다.

## 같이 보기
- 토리노 척도